# Carmen (1983)
Carmen is een Spaanse muziekfilm uit 1983 onder regie van Carlos Saura.

## Verhaal
Een groep flamencodansers repeteert Carmen. De choreograaf Antonio wordt verliefd op de sterdanseres. Hun verhaal begint gelijkenissen te vertonen met het stuk. Gaandeweg vervagen de grenzen tussen spel en werkelijkheid.

## Rolverdeling
| Acteur               | Personage   |
| -------------------- | ----------- |
| Antonio Gades        | Antonio     |
| Laura del Sol        | Carmen      |
| Paco de Lucía        | Paco        |
| Marisol              | Pepa Flores |
| Cristina Hoyos       | Cristina    |
| Juan Antonio Jiménez | Juan        |
| José Yepes           | Pepe Girón  |
| Sebastián Moreno     | Escamillo   |